# Гройсенгайм
Гройсенгайм (нім. Greußenheim) — громада в Німеччині, розташована в землі Баварія. Підпорядковується адміністративному округу Нижня Франконія. Входить до складу району Вюрцбург. Складова частина об'єднання громад Геттштадт.
Площа — 17,67 км2. Населення становить 1634 ос. (станом на 31 грудня 2020).